# Campo Bonito
Campo Bonito es un lugar designado por el censo ubicado en el condado de Pinal en el estado estadounidense de Arizona. En el Censo de 2010 tenía una población de 74 habitantes y una densidad poblacional de 7,12 personas por km².

## Geografía
Campo Bonito se encuentra ubicado en las coordenadas 32°33′46″N 110°41′54″O / 32.56278, -110.69833. Según la Oficina del Censo de los Estados Unidos, Campo Bonito tiene una superficie total de 10.4 km², de la cual 10.4 km² corresponden a tierra firme y (0%) 0 km² es agua.

## Demografía
Según el censo de 2010, había 74 personas residiendo en Campo Bonito. La densidad de población era de 7,12 hab./km². De los 74 habitantes, Campo Bonito estaba compuesto por el 90.54% blancos, el 0% eran afroamericanos, el 0% eran amerindios, el 0% eran asiáticos, el 0% eran isleños del Pacífico, el 5.41% eran de otras razas y el 4.05% pertenecían a dos o más razas. Del total de la población el 18.92% eran hispanos o latinos de cualquier raza.